# جنگ سوم هند و پاکستان
جنگ سوم هند و پاکستان، جنگی میان پاکستان و هند بود که در خلال جنگ آزادی‌بخش بنگلادش که از ۳ تا ۱۶ دسامبر ۱۹۷۱ به وقوع پیوست. جنگ با حمله پیش‌دستانه نیروی هوایی پاکستان به یازده پادگان نیروی هوایی هند آغاز شد و منجر به آن شد که ارتش هند به نفع نیروهای ملی‌گرای بنگال وارد منازعه میان پاکستان و پاکستان شرقی شود. نهایتاً این جنگ منجر به شکست نیروهای ارتش پاکستان در داکا شد و به استقلال بنگلادش انجامید.